# Wurlitzer

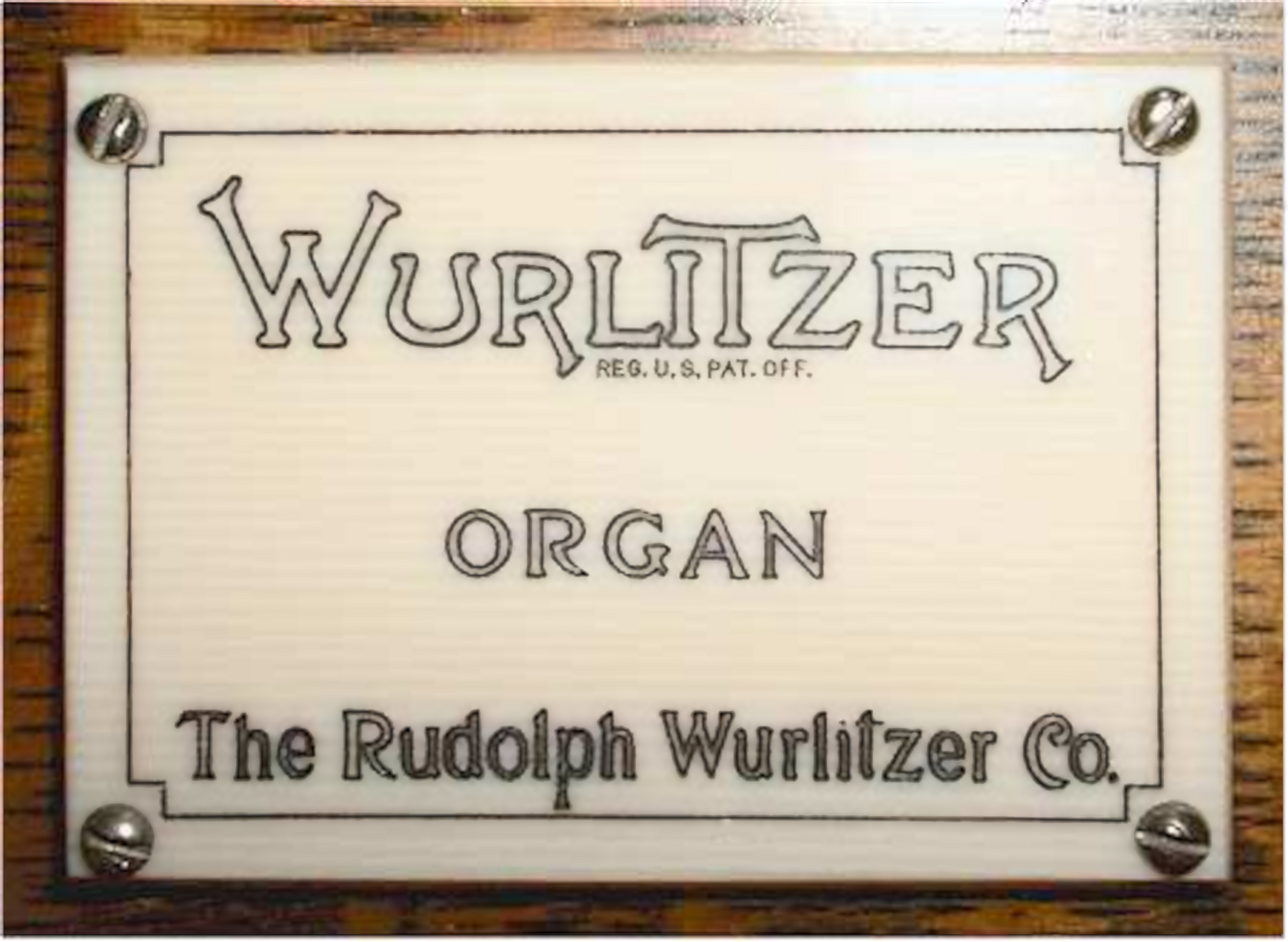
Logotipo da empresa Rudolph Wurlitzer de um órgão de tubos.

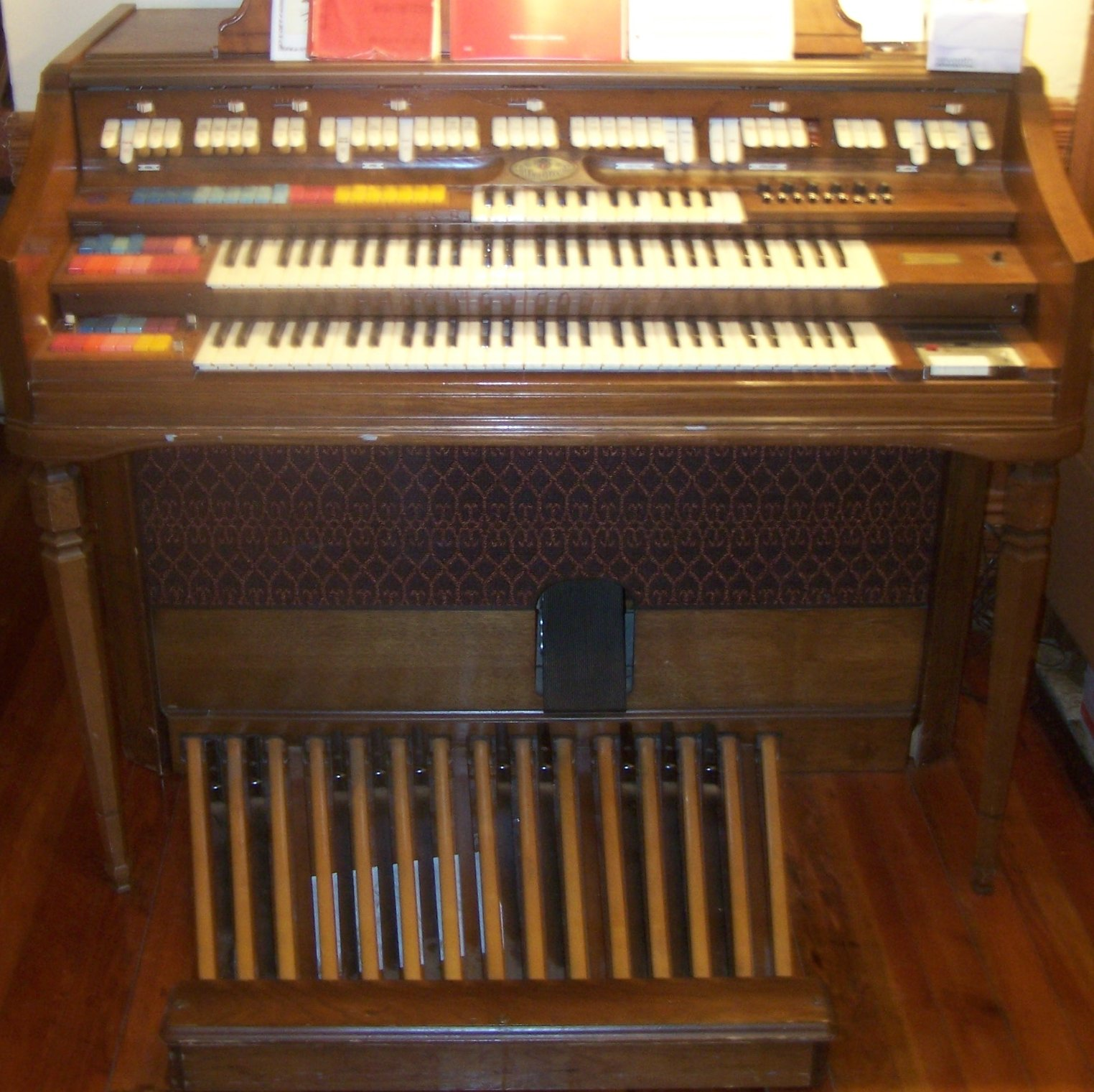
Wurlitzer 805 piano eléctrico com Orbit III Monophonic Synthesizer (mini teclado)

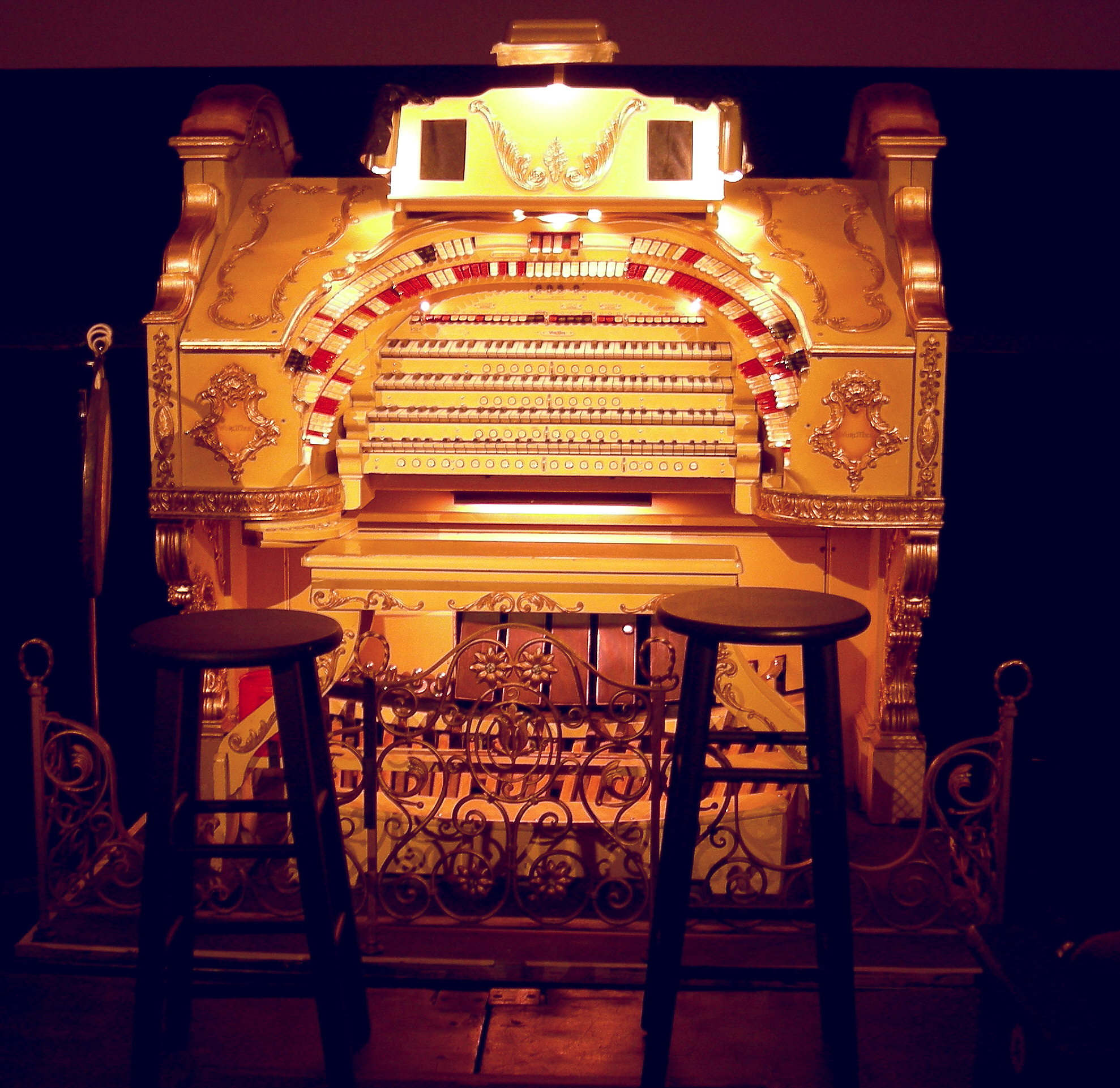
Mighty Wurlitzer (Paramount Teatro, Seattle)

A Rudolph Wurlitzer Company, normalmente referida como Wurlitzer, foi uma empresa norte-americana ativa entre 1856 e 1985 que produzia instrumentos musicais de cordas, de sopro de madeira, órgãos de teatro, órgãos da banda, orchestrions, órgãos electrónicos e os famosos pianos eléctricos Wurlitzer, além de realejos e jukeboxes.

## História
A Wurlitzer foi fundada em Cincinnati em 1856 por Franz Rudolph Wurlitzer (1831–1914). Foi dirigida successivamente por seus três filhos até 1941, quando transferiu-se para Chicago. De importadora de  instrumentos musicais, tornou-se, nos anos 1880, umas empresa de comercialização de  instrumentos automáticos, incluindo máquinas troca-discos e pianos operados com moedas.
Os órgãos começaram a ser produzidos em 1910. O  "Mighty Wurlitzer" ("Poderoso Wurlitzer"), um famoso órgão para teatro, foi  produzido até 1935.  Foi seguido pelos fonógrafos operados com moedas (as jukeboxes), que também fizeram grande sucesso  (1934–74). 
Em 1909 a companhia começou a produzir, com êxito, harpas que eram bem mais duráveis que as europeias. De 1924 até os anos 1930 eram oferecidos oito modelos dessas harpas.

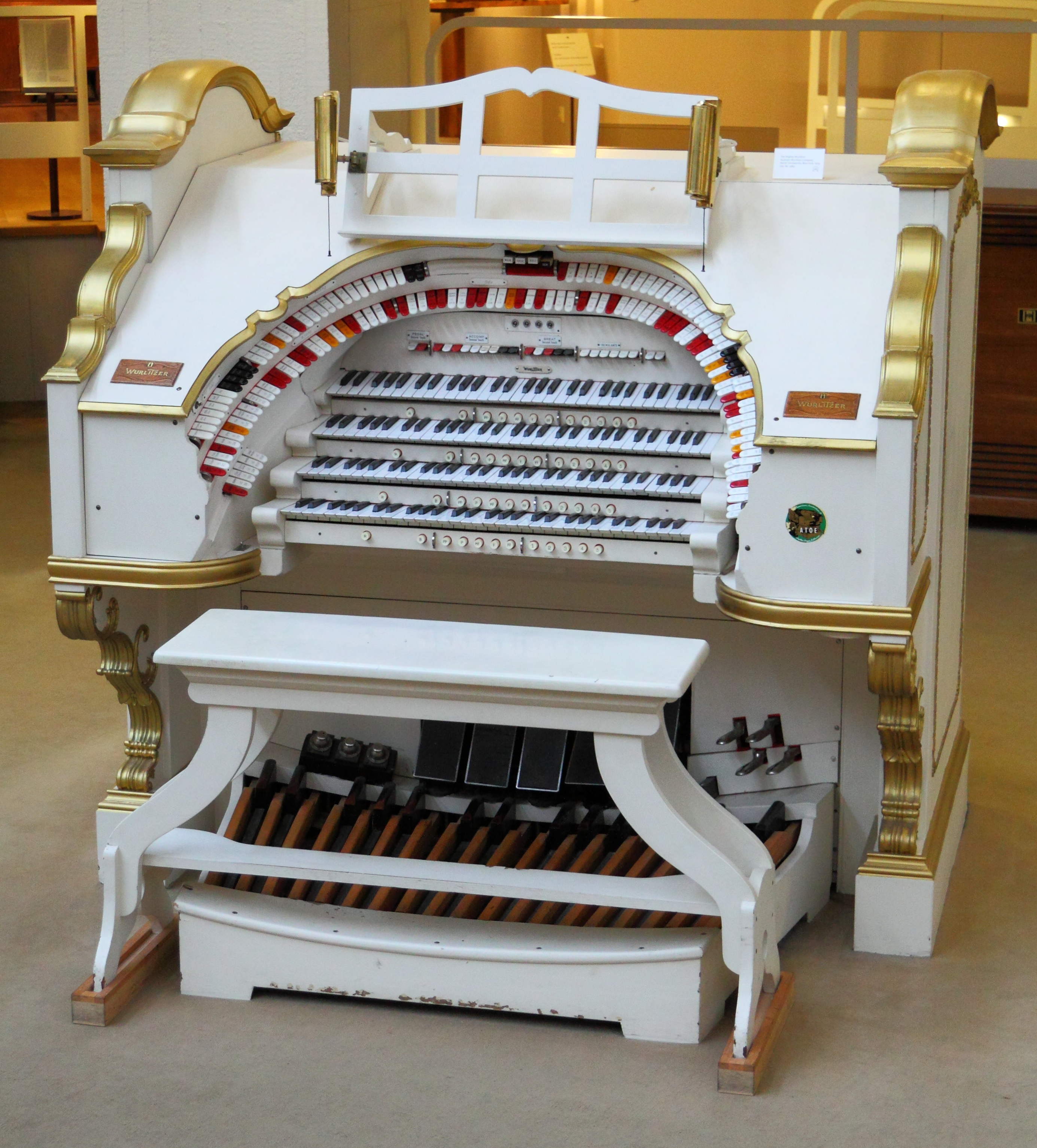
Mighty Wurlitzer tipo 250
Museu de Instrumentos Musicais em Berlim

O departamento de violinos, dirigido por Rembert Wurlitzer (1904–63) a partir de  1949, funcionava independentemente e tornou-se um importante centro  de comércio de instrumentos de cordas raros. 
Aos órgãos elétricos  (1947), seguiram-se os órgãos eletrônicos, destacando-se o tipo espineta  para uso doméstico.
A Wurlitzer encerrou suas atividades em 1988, quando foi comprada  pela  Baldwin Piano Company, que era então a maior fabricante de pianos dos Estados Unidos, e  marca Wurlitzer passou a ser utilizada para pianos. Em 2001, a Baldwin foi assumida pela  Gibson Corporation, fabricante de guitarras. A produção da Baldwin foi terceirizada. O nome Wurlitzer desapareceu dos pianos no final de 2009. 